# Aleksander Benedykt Batowski
Aleksander Benedykt Batowski herbu własnego (ur. 18 maja 1760, zm. 29 grudnia 1841) – hrabia w Królestwie Kongresowym w 1820 roku, wielki łowczy dworu królewskiego Mikołaja I Romanowa w 1830 roku, dyplomata, stolnik wielki Księstwa Warszawskiego, kawaler maltański (w zakonie od 1789 roku).

## Życiorys
Syn Antoniego Batowskiego (ur. 1720), wojskiego pilźnieńskiego, i Franciszki Paszkowskiej herbu Zadora (ur. 1720).
W młodości wyjechał do Paryża i służył w wojsku francuskim uzyskując stopień rotmistrza. Po powrocie do kraju w 1788, został w 1790 roku posłem koronnym województwa inflanckiego na Sejm Czteroletni. 2 maja 1791 roku podpisał asekurację, w której zobowiązał się do popierania projektu Ustawy Rządowej. Członek Towarzystwa Przyjaciół Konstytucji 3 maja. Był szambelanem ostatniego króla Polski, Stanisława Augusta Poniatowskiego. W 1791 udał się do Berlina jako pierwszy sekretarz polskiego przedstawicielstwa w Prusach. W 1792 wysłano go jako komisarza królewskiego do Mitawy, stolicy księstwa Kurlandii. Podczas Insurekcji kościuszkowskiej pełnił rolę pośrednika między Kościuszką a Francją. Reprezentował Księstwo Warszawskie w Madrycie. Oddał liczne przysługi Karolowi Talleyrand, ministrowi spraw zagranicznych Francji, w okresie Księstwa Warszawskiego, m.in. pośredniczył w przekazaniu mu łapówki w wysokości 4 milionów florenów od polskiej Komisji Rządzącej za uzyskanie jak najbardziej korzystnych dla odnawianego państwa polskiego warunków tylżyckiego traktatu pokojowego między Francją a Rosją w lipcu 1807. Talleyrand, nie wypełniwszy zadania, łapówkę zwrócił.
W 1810 był posłem nadzwyczajnym i ministrem pełnomocnym księcia Fryderyka Augusta w Hiszpanii. W 1812 roku przystąpił do Konfederacji Generalnej Królestwa Polskiego.
W 1812 roku został kawalerem Orderu Świętego Stanisława. Urzędnik francuskiego orderu Legii Honorowej.
Ożenił się z dziedziczką flamandzką de Wackiers i osiadł w swoim francuskim zamku Carlepont. Biologiczny ojciec Doroty, księżniczki kurlandzkiej, która, dzięki jego staraniom, została wydana za Edmunda de Talleyrand-Périgord, bratanka Karola Talleyrand.